# Rupal Peak
Der Rupal Peak ist ein 5642 m hoher Berg im Nanga-Parbat-Massiv in Pakistan im Süden von Gilgit-Baltistan.

## Lage
Der Rupal Peak befindet sich im äußersten Südwesten des Himalaya auf einem Bergkamm, der das Rupal-Tal vom südöstlich gelegenen Flusstal des Chiche Gah trennt. Nördlich, auf der gegenüberliegenden Hangseite des Rupal-Tals, erhebt sich in 10 km Entfernung der Achttausender Nanga Parbat. 
In unmittelbarer Nähe befinden sich südlich die Nachbargipfel Kala Choti (⊙ 5522 m), Rupal Finger (⊙ 5670 m oder 5599 m) und Rattu Peak (⊙ 5547 m). Aufgrund der unterschiedlichen Höhenangaben ist nicht wirklich eindeutig geklärt, welcher der Gipfel der höchste ist. Der Bergkamm führt vom Rupal Peak nach Südwesten, später nach Westen weiter zum Shaigiri (6290 m).
Der nächstgelegene höhere Gipfel ist der 7 km weiter westlich auf der gegenüberliegenden Talseite des Shaigirigletschers gelegene Heran Peak (5717 m).

## Besteigungsgeschichte
Die Erstbesteigung des Rupal Peak gelang Toni Kinshofer und Gerhard Haller am 12. Juni 1963. Sie waren Teil einer vierköpfigen deutschen Expedition unter Leitung von Karl Maria Herrligkoffer, welche eine Aufstiegsroute durch die Rupalwand des Nanga Parbat erkundete. Rupal Finger und Kala Choti wurden offenbar 2012 erstmals von Christian und Markus Walter bestiegen. Der Rattu Peak wurde möglicherweise im Jahr 1964 erstmals bestiegen.